# 埃斯彭施德冰原島峰
埃斯彭施德冰原島峰（英語：Espenschied Nunatak），是南極洲的冰原島峰，位於埃爾斯沃思地的英國海岸，美國地質調查局根據測量和該國海軍的空中照片繪入地圖，現時由南極條約體系管理。
73°35′S 77°52′W / 73.583°S 77.867°W